# Силок
Сило́к (уменьшит., сило́, от ст.‑слав. сило) — петля из конского волоса для ловли птиц и мелких животных. Обычно представляет собой конструкцию, сооружённую из подручных материалов. Это верёвочная петля, привязанная или прикреплённая к дереву или колу. Силки часто используют браконьеры. Африканцы использовали много видов силков и ловушек.
Виды силков:
- подвесной;
- неподвижный;
- ловушка для ловли за ногу.

Силок на птиц для ловли за ногу называют «попружком» или «попрыжком», в качестве приманки для неё используют кисть рябины или калины.

## В литературе и музыке
| Дедушка Мазай и зайцы Старый Мазай разболтался в сарае: «В нашем болотистом, низменном крае Впятеро больше бы дичи велось, Кабы сетями её не ловили, Кабы силками её не давили». Н. А. Некрасов | Про мангустов Человек появился тайком И поставил силки на мангуста, Объявив его вредным зверьком. В. С. Высоцкий |